# Dévaványa
Dévaványa (Romeno: Devǎneşti) è una città dell'Ungheria di 8 986 abitanti (dati 2001). È situata nella contea di Békés. 

## Società

### Evoluzione demografica
Secondo i dati del censimento 2001 il 94,6% degli abitanti è di etnia ungherese.